# Bahnhof Bern Weissenbühl

Der Bahnhof Bern Weissenbühl ist ein Bahnhof im Stadtteil Weissenbühl in der Stadt Bern. Er befindet sich auf der Linie der Gürbetalbahn (Verbindung von Bern über Belp nach Thun) und wird von der BLS AG betrieben.

## Geschichte
Der Bahnhof Weissenbühl wurde zeitgleich mit der Eröffnung der ersten Sektion der Gürbetalbahn im August 1901 eröffnet. Auch an diesem Bahnhof wurden Eröffnungsfeierlichkeiten mit dem Einfahren einer bekränzten Lokomotive abgehalten. Das bis heute erhaltene Bahnhofsgebäude war für die damalige Zeit ein imposantes und gleichzeitig zweckdienliches Gebäude im Chaletstil.
1902, im ersten durchgehenden Betriebsjahr, waren täglich sechs Zugspaare auf der Strecke vorgesehen. Ab 1914 und mit steter Zunahme der Bevölkerung wurde um die Mittagszeit ein Arbeiterzug für die Strecke Bern Weissenbühl–Belp–Bern Weissenbühl eingesetzt, so dass die Pendler das Mittagessen zuhause einnehmen konnten.
Am 26. Juni 1956 wurde der Bahnhof Bern Weissenbühl zum Schauplatz eines Staatsbesuchs. Der indonesische Präsident Sukarno traf mit einem Sonderzug dort ein und wurde vom amtierenden Bundespräsidenten, Bundesrat Markus Feldmann, empfangen. Feldmann begleitete Sukarno vom Bahnhof Bern Weissenbühl aus zum Landgut Lohn in Kehrsatz.
Am 1. November 1999 ereignete sich eine Kollision zweier S-Bahn-Züge am Bahnhof Bern Weissenbühl. Dabei starben ein vier Monate altes Kind und eine Frau. Weitere 25 Personen wurden verletzt. Gemäss der Auskunft der BLS-Geschäftsleitung war die Unfallursache vermutlich menschliches Versagen von einem der beiden Lokführer, welcher das Rotlicht übersehen hatte. Im Dezember 1999 liess die BLS im Bahnhof Bern Weissenbühl das Zugsicherungssystem ZUB einbauen. Dieses löst beim Überfahren eines Rotlichts automatisch eine Bremsung aus.
Im Bahnhofsgebäude befindet sich ein Reisezentrum der BLS AG. Nachdem die BLS AG im Jahr 2010 ihre Absichten zur Schliessung des Reisezentrums im Bahnhof Weissenbühl bekanntgegeben hatte, reagierte die Quartierbevölkerung mit einer Unterschriftensammlung gegen die Schliessung. Dank 2500 Unterzeichnenden zog die BLS AG die Schliessungspläne zurück, und das Reisezentrum blieb mit reduzierten Schalteröffnungszeiten erhalten. Dies ist auch auf die Tradition des Quartiers Weissenbühl als «Eisenbahnerquartier» zurückzuführen.
Der Bahnhof Weissenbühl gewann 2022 an Bedeutung für die Infrastruktur der BLS AG. Mit einer Investition von rund 25 Millionen Franken zentralisierte die BLS AG ihren Baudienst neben dem Bahnhof Weissenbühl. Der Baudienst ist zuständig für den Unterhalt und die Kontrolle von Schienen, Bahnübergängen, Fahrleitungen und Schwellen.